# 范嘉茵
范嘉茵（英語：Fan Ka Yan，1997年1月27日—），香港女子羽毛球運動員。她早年就讀順德聯誼總會梁潔華小學和協恩中學。

## 簡歷
2016年2月，范嘉茵代表香港參加印度海得拉巴舉行的亞洲羽毛球團體錦標賽女子團體比賽，出任三號單打和與袁倩瀅搭檔雙打。

## 主要比賽成績
只列出曾進入準決賽的國際賽事成績：
| 年份   | 賽事                 | 公開賽級別 | 項目     | 搭檔   | 成績   |
| ------ | -------------------- | ---------- | -------- | ------ | ------ |
| 2017年 | 印度羽毛球國際挑戰賽 | 國際挑戰賽 | 女子雙打 | 胡依廷 | 準決賽 |
| 2019年 | 海得拉巴羽毛球公開賽 | 超級100賽  | 女子雙打 | 胡依廷 | 準決賽 |
| 2023年 | 高雄羽球大師賽       | 超級100賽  | 女子雙打 | 尤漫瑩 | 準決賽 |

| 2007-2017年 | 首要超級賽 | 超級賽 | 黃金大獎賽 | 大獎賽 | 國際挑戰賽 | 國際系列賽 | 未來系列賽 | 其他 |

| 2018-2026年 | 總決賽 | 超級1000賽 | 超級750賽 | 超級500賽 | 超級300賽 | 超級100賽 | 國際挑戰賽 | 國際系列賽 | 未來系列賽 | 其他 |